# Râul Câmpul Ascuns
Râul Câmpul Ascuns este un râu din România, unul din cele două brațe care formează râul Iordana. Râul Câmpul Ascuns, la rândul lui, se formează la confluența brațelor Cărbunaru și Găvanu

## Hărți
- Angheluță Vădineanu, Carmen Postolache, Georgia Cosor, Teodora Pălărie, Costel Negrei, Magdalena Bucur - Case Study Report - The Neajlov Catchment - [nefuncțională]